# Дор-Разъезд
Дор-Разъезд — опустевший населенный пункт в Краснохолмском муниципальном округе Тверской области.

## География
Находится в северо-восточной части Тверской области на расстоянии приблизительно 15 км на юг по прямой от города Красный Холм у железнодорожной линии Красный Холм-Сонково.

## История
Разъезд Дор был открыт в 1899 году при строительстве железнодорожной станции (разъезда) Дор. До 2020 года входил в состав ныне упразднённого Барбинского сельского поселения. Населенный пункт ныне опустел, застройка утрачена.

## Население
| 2010 |
| ---- |
| 0    |

Численность населения не была учтена как в 2002 году, так и в 2010.